# Zachte koralen
Zachte koralen (Alcyonacea) zijn een orde van koralen uit de onderklasse van Octocorallia. Zachte koralen zijn bloemdieren die geen kalkskelet vormen, maar hun stevigheid ontlenen aan een vlezige of leerachtige weefsels waarin zich skeletnaalden (sclerieten) bevinden. Zachte koralen komen voornamelijk voor in ondiepe zeeën en leven samen met zooxanthellen (symbiotische algen). Zachte koralen groeien op plekken waar zeestroming voorkomt, aangezien ze ook leven van plankton. Sommige soorten zijn beweeglijk en kunnen zich in hun vlezige massa terugtrekken. 

## Verspreiding en leefgebied
Zij komen voor in tropische maar ook subtropische wateren, meestal op grotere dieptes. Zij zijn geen rifbouwers, maar bieden het koraalrif een bijzonder aanzien door hun gekleurde waaiers. Vooral de zachte koralen van de familie Nephtheidae zijn in dat opzicht noemenswaardig. Deze koralen vindt men hoofdzakelijk in de Indische Oceaan en de Stille Oceean. Deze koralen zijn op hun fraaist als er een flinke stroming staat: de armen zwellen dan op met zeewater en de poliepen steken ver naar buiten. Als er geen stroming staat, schrompelen zij ineen. Ook in de Middellandse Zee komt men enkele soorten zachte koralen tegen zoals Alcyonium palmatum (Familie Alcyoniidae)

## Onderorden en families
- Geen indeling in onderorde
  - Acanthoaxiidae van Ofwegen & McFadden, 2010
  - Haimeidae Wright, 1865
  - Paramuriceidae Bayer, 1956
  - Parasphaerascleridae McFadden & van Ofwegen, 2013
  - Viguieriotidae
- Alcyoniina
  - Alcyoniidae Lamouroux, 1812
  - Aquaumbridae Breedy, van Ofwegen & Vargas, 2012
  - Nephtheidae Gray, 1862
  - Nidaliidae Gray, 1869
  - Paralcyoniidae Gray, 1869
  - Xeniidae Ehrenberg, 1828
- Calcaxonia
  - Chrysogorgiidae Verrill, 1883
  - Dendrobrachiidae Brook, 1889
  - Ellisellidae Gray, 1859
  - Ifalukellidae Bayer, 1955
  - Isididae Lamouroux, 1812
  - Primnoidae Milne Edwards, 1857
- Holaxonia
  - Acanthogorgiidae Gray, 1859
  - Gorgoniidae Lamouroux, 1812
  - Keroeididae Kinoshita, 1910
  - Plexauridae Gray, 1859
- Protoalcyonaria
  - Taiaroidae Bayer & Muzik, 1976
- Scleraxonia
  - Anthothelidae Broch, 1916
  - Briareidae Gray, 1859
  - Coralliidae Lamouroux, 1812
  - Melithaeidae Gray, 1870
  - Paragorgiidae Kükenthal, 1916
  - Parisididae Aurivillius, 1931
  - Spongiodermidae Wright & Studer, 1889
  - Subergorgiidae Gray, 1859
- Stolonifera
  - Acrossotidae Bourne, 1914
  - Arulidae McFadden & van Ofwegen, 2012
  - Clavulariidae Hickson, 1894
  - Coelogorgiidae Bourne, 1900
  - Cornulariidae Dana, 1846
  - Pseudogorgiidae Utinomi & Harada, 1973
  - Tubiporidae Ehrenberg, 1828

Volgens Système d'Information Taxonomique Intégré (ITIS): (momenteel niet gehanteerd op de Nederlandstalige Wikipedia)
- Orde Alcyonacea Lamouroux, 1816
  - familie Astrospiculariidae
  - familie Clavulariidae Hickson, 1894
  - familie Nephtheidae
  - familie Siphonogorgiidae
  - familie Xeniidae Ehrenberg, 1828
  - Onderorde Alcyoniina
    - familie Alcyoniidae Lamouroux, 1812
    - familie Nidaliidae

  - Onderorde Calcaxonia
    - familie Ellisellidae Gray, 1859
    - familie Isididae Lamouroux, 1812
    - familie Primnoidae

  - Onderorde Holaxonia Studer, 1887
    - familie Acanthogorgiidae Gray, 1859
    - familie Ainigmaptilidae
    - familie Chrysogorgiidae Verrill, 1883
    - familie Gorgoniidae Lamouroux, 1812
    - familie Ifalukellidae
    - familie Paramuriceidae Bayer, 1956
    - familie Plexauridae Gray, 1859

  - Onderorde Scleraxonia Studer, 1887
    - familie Anthothelidae Broch, 1916
    - familie Briareidae Gray, 1859
    - familie Coralliidae Lamouroux, 1812
    - familie Keroeididae Kinoshita, 1910
    - familie Melithaeidae Gray, 1870
    - familie Paragorgiidae
    - familie Parisididae
    - familie Subergorgiidae

## Enkele afbeeldingen

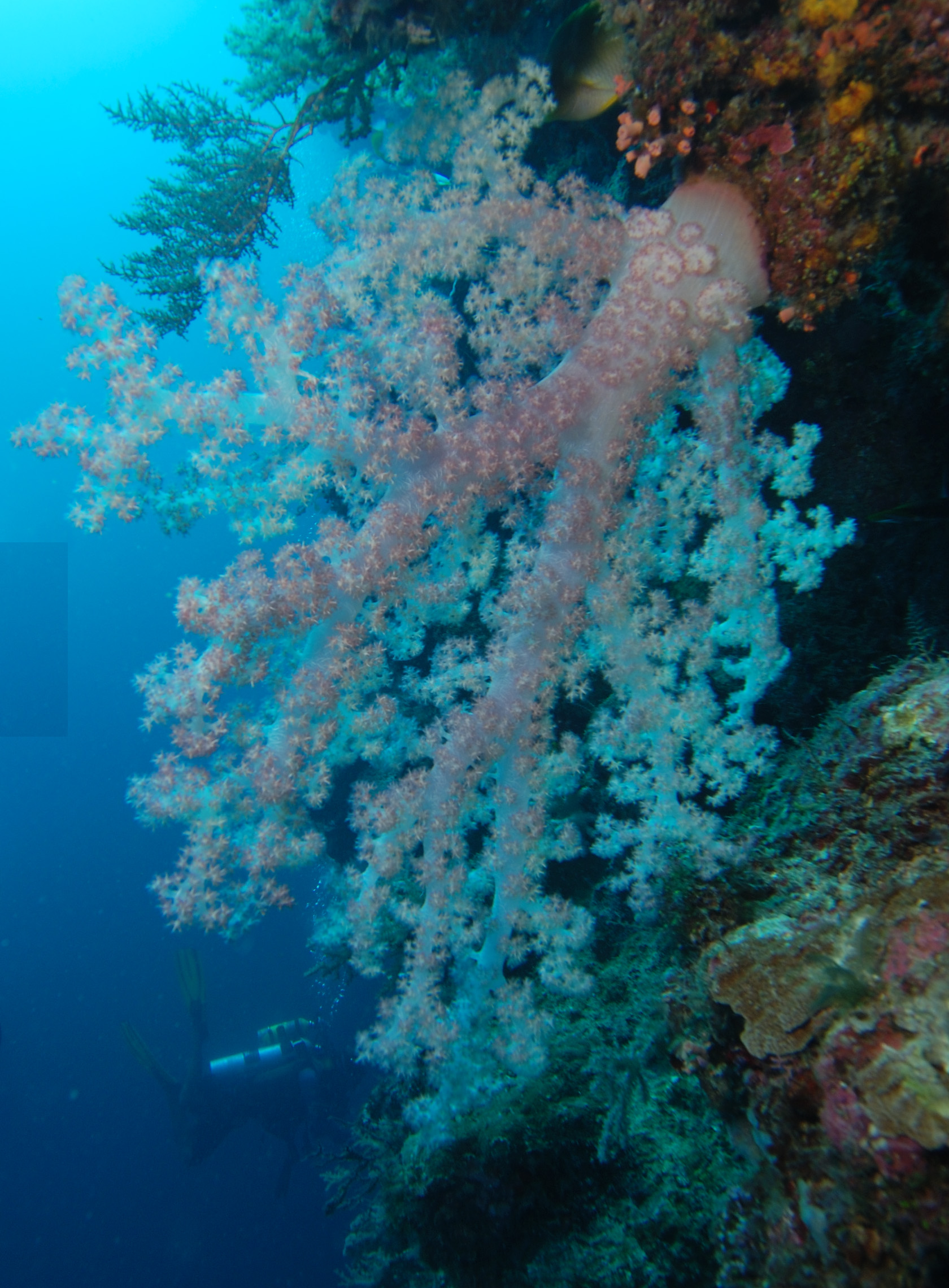
Zachte koralen (Dendronephthya klunzingeri; onderorde Nephteidae) langs steile koraalwand (Zuidchinese zee)
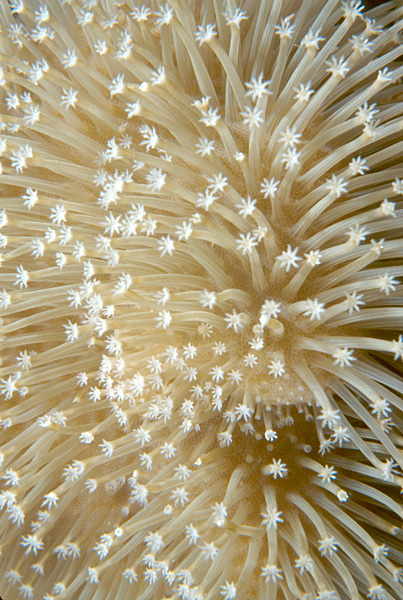
Een close-up van een Alcyonacea in Palau, die zijn individuele poliepen laat zien.